# Sofroniusz III (patriarcha Aleksandrii)
Sofroniusz III – prawosławny patriarcha Aleksandrii w latach 1137–1171. Uczestniczył w koronacji cesarza bizantyńskiego Manuela I Komnena.